# Phasia purpurascens
Phasia purpurascens là một loài ruồi trong họ Tachinidae.